# Splendor (película de 1989)
Splendor es una película italiana de 1989 dirigida por Ettore Scola.  

## Elenco
- Marcello Mastroianni : Jordan
- Massimo Troisi : Luigi
- Marina Vlady : Chantal Duvivier
- Paolo Panelli : Mr. Paolo
- Pamela Villoresi : Eugenia
- Giacomo Piperno: Lo Fazio